# Rocco Pennacchio
Rocco Pennacchio (* 16. června 1963 Matera) je italský římskokatolický duchovní a arcibiskup Ferma.

## Život
Narodil se 16. června 1963 v Mateře.
Po studiu ekonomiky a obchodnictví pracoval deset let v bance. Získal také diplom z hudební teorie na konzervatoři Egidio Romualdo Duni. Roku 1993 vstoupil do kněžského semináře v Potenze. Po studiu teologie a filosofie byl 4. července 1998 arcibiskupem Antoniem Cilibertim vysvěcen na kněze a inkardinován do arcidiecéze Matera-Irsina. Stal se farním vikářem u svatého Pavla v rodném městě.
V letech 2004–2013 působil jako ekonom arcidiecéze. Roku 2006 získal na Teologickém institutu v Molfettě licenciát z teologické antropologie. Po funkci ekonoma byl ustanoven farním administrátorem Mater Ecclesiae v Bernaldě. Od října 2011 zastával funkci generálního ekonoma Italské biskupské konference. Před jmenováním arcibiskupem byl také farářem ve farnosti sv. Pia X. v Mateře.
Dne 14. září 2017 jej papež František jmenoval metropolitním arcibiskupem Ferma. Biskupské svěcení přijal 25. října z rukou arcibiskupa Antonia Giuseppe Caiazza a spolusvětiteli byli arcibiskupové Salvatore Ligorio a Luigi Conti.